# 卡尔·亚尔马·布兰廷
卡尔·亚尔马·布兰廷（瑞典語：Karl Hjalmar Branting，1860年11月23日—1925年2月24日），瑞典政治家和社会民主运动先驱，1921年获诺贝尔和平奖。
他曾在斯德哥尔摩和乌普萨拉学习，1882年毕业于乌普萨拉大学天文学系，在斯德哥尔摩天文台当助理。但1884年他放弃科学工作成为一位新闻工作者。1886年他担任《社会民主党人》报编辑，1889年和奥古斯特·帕尔姆(August Palm)成为瑞典社会民主工党的主要组织者之一。1896年～1902年当选为下议院议员。
1907年～1925年他一直担任社会民主工党主席。1905年当危机来临，他铸造了口号 "Hands off Norway, King!"，社会民主人士组织一次总罢工反对战争。他主张瑞典执行严格的中立政策，并谋求通过各国社会民主党恢复国际关系。他曾几次参加社会党国际会议，并同荷兰社会党领导人特里尔斯特拉成了中立国的主要发言人。通过对交战国双方社会党人冲突的调解，他成为国际社会民主党人中最著名的人物之一。
1917年他任埃登联合政府的财政大臣。1920年、1922年-1923年和1924年-1925年他三次组阁，任内阁首相兼外交大臣。他是第一个瑞典社会民主工党政府。
他为建立国际联盟而积极活动，认为国际联盟可以实现全面裁军与和平，也是瑞典第一个鼓动参加国际联盟的代表，由于他对国际联盟的和平事业所做出的努力，他获得1921年诺贝尔和平奖。1923年他成为国际联盟理事会的成员，并当选为1924年国际劳工组织会议的主席。
布兰廷支持二月革命。
1925年1月布兰廷不得不因健康原因辞去首相职务，一月之后，他在斯德哥尔摩去世。为了纪念他，在斯德哥尔摩诺拉·邦广场上塑了一座很大的布兰廷铜像。
| 前任： 尼爾斯·埃登    | 瑞典首相 1920      | 繼任： 格哈尔德·路易斯·德·吉尔 |
| 前任： 奥斯卡·冯·叙多 | 瑞典首相 1921-1923 | 繼任： Ernst Trygger           |
| 前任： Ernst Trygger  | 瑞典首相 1924-1925 | 繼任： 理卡德·桑德勒           |